# (136557) Нелей
(136557) Нелей (др.-греч. Νηλεύς) — типичный троянский астероид Юпитера, движущийся в точке Лагранжа L4, в 60° впереди планеты. Астероид был открыт 25 сентября 1973 года голландскими астрономами К. Й. ван Хаутеном, И. ван Хаутен-Груневельд и Томом Герельсом в Паломарской обсерватории и назван в честь Нелея, персонажа древнегреческой мифологии.

Орбита астероида Нелей и его положение в Солнечной системе